# Bremer HC
Der Bremer Hockey-Club (BHC) ist ein Hockey- und Tennisverein.
Der Bremer Hockey-Club wurde 1913 als reiner Hockeyclub gegründet, 1928 kam Tennis hinzu. 1932 übernahm der Club vom Bremer Polo Club die Sportanlage in Oberneuland, die 1972 auch erworben und bis heute ständig weiter ausgebaut wird.
Aktuell besitzt der Club einen Kunstrasenplatz für Hockey, 10 Sandplätze für Tennis und eine Sporthalle für Hockey und Tennis.
Der Schwerpunkt der Hockeyabteilung liegt auf der Damenmannschaft, mit einer erfolgreichen Jugendarbeit, die in den Jahren 2014–2016 vier Mal einen blauen Wimpel für eine Jugendmeisterschaft erreichen konnten.
In der Saison 2017/18 gelang der ersten Mannschaft der Damen auf dem Feld der erstmalige Aufstieg in die 1. Bundesliga, in der Halle spielen sie in der zweithöchsten Klasse, der Regionalliga Nord. Die Herren spielen nur in der Halle und sind dort in der Regionalliga Nord, bei den Herren die dritthöchste Klasse.

## Ehrungen
- Als Mannschaft wurde der Bremer HC 2017 Landessportler des Jahres in Bremen.
- Als Nachwuchs-Mannschaften wurden die A-Jugend der Jungen im Handball 2017 und 2013 sowie die A-Jugend der Mädchen im Hockey 2014 Landessportler des Jahres in Bremen.